# Prefectura de Niigata
La prefectura de Niigata (新潟県 Niigata-ken?) es una prefectura japonesa localizada en la isla Honshū en la costa del mar del Japón. La capital es la ciudad de Niigata. El nombre Niigata significa literalmente ‘laguna nueva’.

## Historia

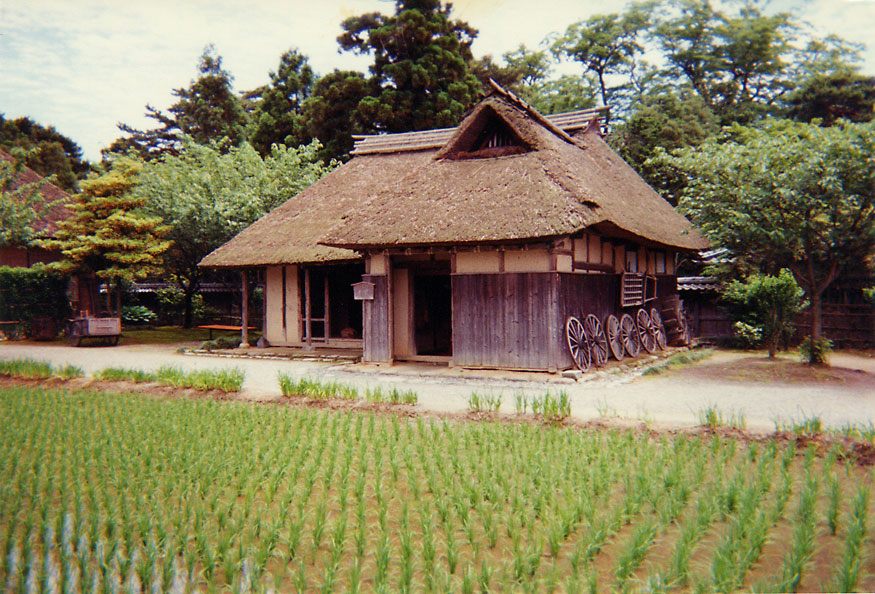
Reconstrucción de una casa de un granjero del en el Northern Culture Museum, Niigata.

La prefectura de Niigata estaba dividida entre la provincia de Echigo y la provincia de Sado hasta la Restauración Meiji. Durante el período Sengoku estaba bajo el reinado de Uesugi Kenshin.
Niigata-shi es la ciudad más grande e importante del lado del mar de Japón. Ha sido un importante puerto marítimo desde mediados del siglo XIX, especialmente en el comercio con Rusia y el norte de Corea; también fue el primer puerto en el mar de Japón que se abrió al comercio extranjero.
La organización Etsuzankai, dirigida por el primer ministro Tanaka Kakuei, tuvo gran influencia en la mejora de las infraestructuras en Niigata durante las décadas de 1960 y 1970, incluyendo la línea del tren de alta velocidad, Joetsu Shinkansen, desde Tokio.
A principios del siglo XXI, Niigata era conocida por ser visitada por un buque de carga procedente de Corea del Norte una vez al mes, uno de los pocos contactos directos con dicho país comunista.
El 23 de octubre de 2004, el terremoto de Chuetsū golpeó la prefectura de Niigata causando una sacudida que alcanzó 7 Shindo en Ojiya.
El 9 de enero de 2006, una fuerte tormenta invernal causó considerables estragos en la prefectura y sus alrededores. Al menos 71 personas perdieron la vida y más de mil resultaron heridas.
El 16 de julio de 2007, el área fue testigo de un fuerte seísmo, conocido como el terremoto de la costa de Chūetsu de 2007.

## Geografía

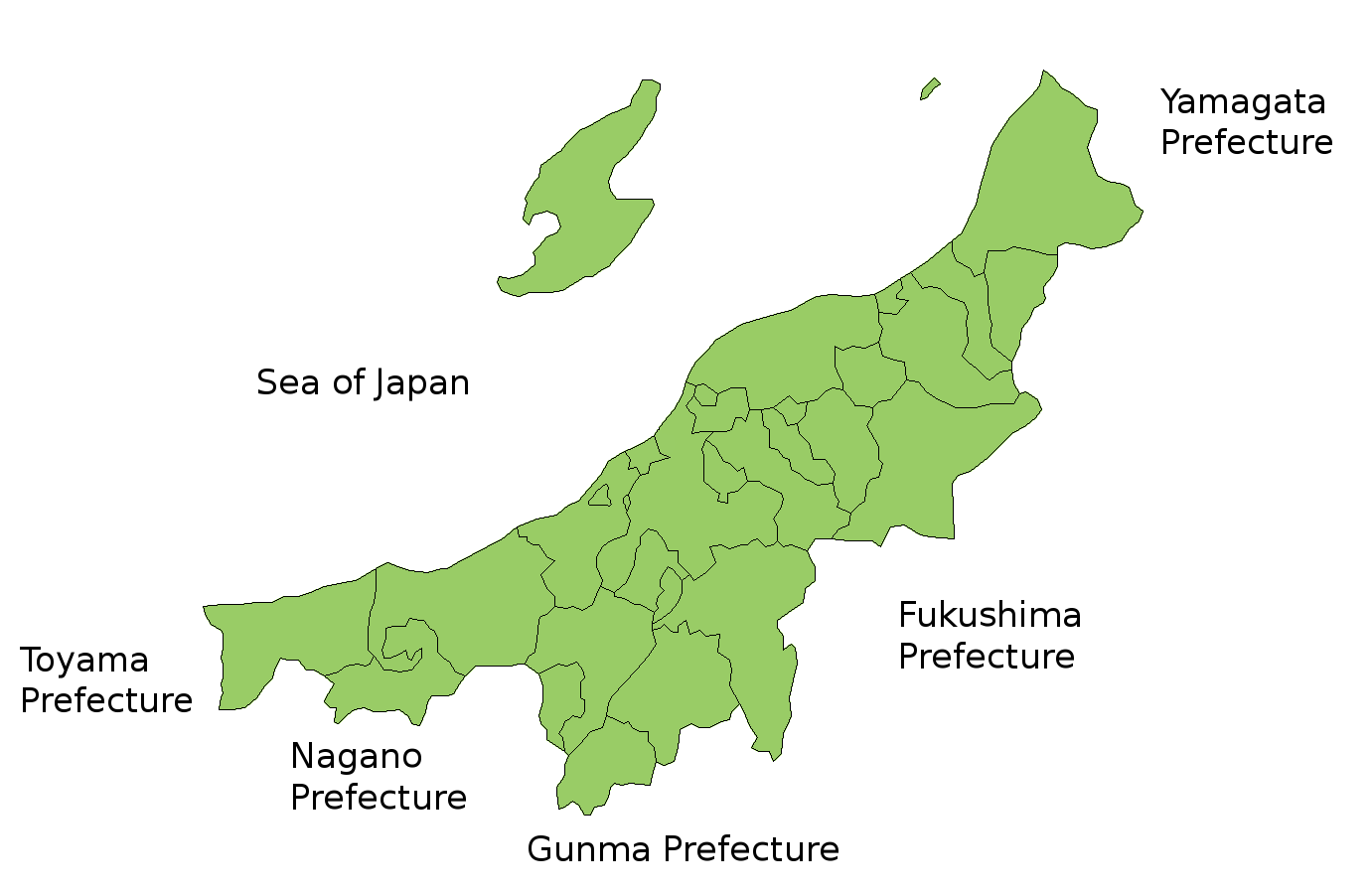
Mapa de la prefectura de Niigata.

La prefectura de Niigata se extiende casi 240 km sobre el mar de Japón, desde el sudoeste hasta el noreste, con una planicie costera entre las montañas y el mar, incluyendo además la isla Sado.
Debido a su forma, la prefectura de Niigata es conocida como la pequeña Honshū. Podría haberse localizado en las regiones de Hokuriku o Kōshin'etsu, cada una consideradas como parte de la gran región de Chūbu.
Generalmente, la prefectura se divide en cuatro áreas geográficas: Joetsu (en el sur), Chūetsu (en el centro), Kaetsu (en el norte), y la isla Sado. En Niigata se encuentra el nacimiento del río Shinano, el río más largo en Japón.

### Ciudades
Veinte ciudades están localizadas en la prefectura de Niigata:
| - Agano - Gosen - Itoigawa - Jōetsu - Kamo - Kashiwazaki - Minamiuonuma - Mitsuke - Murakami - Myōkō | - Nagaoka - Niigata (capital) Niigata se divide en ocho ward (-ku) Kita-ku Higashi-ku Chūō-ku Kōnan-ku Akiha-ku Nishi-ku Minami-ku Nishikan-ku | - Ojiya - Sado - Sanjō - Shibata - Tainai - Tōkamachi - Tsubame - Uonuma |

### Pueblos y villas
Pueblos y villas en cada distrito:
| - Higashikanbara Aga - Iwafune Awashimaura Sekikawa - Kariwa | - Kitakanbara Seirō - Minamikanbara Tagami - Minamiuonuma Yuzawa | - Nakauonuma Tsunan - Nishikanbara Yahiko - Santō Izumozaki |

### Fusiones
- 1 de enero de 2001

El pueblo de Kurosaki del distrito de Nishikanbara se fusionó a la ciudad de Niigata.
- 7 de julio de 2003

El pueblo de Toyoura del distrito de Kitakanbara se fusionó a la ciudad de Shibata.
- 1 de marzo de 2004

La ciudad de Ryotsu se fusionó con los pueblos y villas dentro del distrito Sado (disueltos con esta fusión) convirtiéndose en la ciudad de Sado.
- 1 de abril de 2004

Los pueblos de Suibara y Yasuda así como otras villas de Kyogase y Sasakami (todos del distrito de Kitakanbara) se fusionaron creando la ciudad de Agano.
- 1 de noviembre de 2004

Las ciudades de Muika y Yamato del distrito de Minamiuonuma se unieron a la ciudad de Minamiuonuma.
Las ciudades de Horinouchi y Koide y los pueblos de Hirokami, Irihirose, Sumon y Yunotani (todas del distrito de Kitauonuma) se fusionaron a la ciudad de Uonuma.
- 1 de enero de 2005

El pueblo de Yasuzuka y las villas de Maki, Oshima y Uragawara (todos en el distrito de Higashikubiki) los pueblos de Itakura, Kakizaki, Ogata yYoshikawa y las villas de Kiyosato, Kubiki, Nakagou y Sanwa (todos del distrito de Nakakubiki), y el pueblo de Nadachi del distrito de Nishikubiki, para crear la ciudad de Joetsu.
- 19 de marzo de 2005

La ciudad de Itoigawa se fusionó con las partes remanentes del distrito de Nishikubiki (disuelto con esta acción) – los pueblos de Nou y Oumi para crear la ciudad de Itoigawa.
- 21 de marzo de 2005

Las ciudades de Niitsu, Shirone y Toyosaka, los pueblos de Kameda, Kosudo y Yokogoshi del distrito de Nakakanbara y los pueblos de Nishikawa así como las villas de Ajikata, Iwamuro, Katahigashi, Nakanokuchi y Tsukigata del distrito de Nishikanbara District se fusionaron para crear la ciudad de Niigata.
- 1 de abril de 2005

Las partes remanentes del distrito de Nakakubiki (disueltas por esta acción), el pueblo de Myokokogen y la villa de Myoko se fusionaron creando la ciudad de Arai. Al mismo tiempo, Arai cambió su nombre a Myōkō.
El pueblo de Oguni del distrito de Kariwa, la villa de Yamakoshi del distrito de Koshi District, el pueblo de Nakanoshima del distrito de Minamikanbara y los pueblos de Koshiji y Mishima del distrito de Santo se fusionaron creando la ciudad de Nagaoka. (En consecuencia, el distrito de Koshi se disolvió).
La ciudad de Tokamachi se fusionó con los pueblos de Matsudai y Matsunoyama del distrito de Higashikubiki (disolviéndose con esta acción) y el pueblo de Kawanishi y la villa de Nakasato del distrito de Nakauonuma para crear la ciudad de Tokamachi.
Todos los municipios dentro del distrito de Higashikanbara se fusionaron para formar el pueblo de Aga.
- 1 de mayo de 2005

Los pueblos de Nishiyama y Takayanagi del distrito de Kariwa se fusionaron para crear la ciudad de Kashiwazaki.
El pueblo de Shiunji y la villa de Kajikawa del distrito de Kitakanbara se fusionaron para crear la ciudad de Shibata.
La ciudad de Sanjo se fusionó con el pueblo de Sakae y la villa de Shitada (ambos del distrito de Minamikanbara) para crear la ciudad de Sanjo.
- 1 de septiembre de 2005

Los pueblos de Nakajo y Kurokawa (ambos del distrito de Kitakanbara) se fusionaron para formar la ciudad de Tainai.
- 1 de octubre de 2005

El pueblo de Shiozawa del distrito de Minamiuonuma se fusionó con la ciudad de Minamiuonuma.
- 10 de octubre de 2005

El pueblo de Maki del distrito de Nishikanbara se fusionó con la ciudad de Niigata.
- 1 de enero de 2006

La ciudad de Gosen se fusionó con el pueblo de Muramatsu del distrito de Nakakanbara (disolviéndose con esta fusión) para formar la ciudad de Gosen.
La ciudad de Tochio, las ciudades de Teradomari y Yoita así como la villa de Washima del distrito de Santo fueron todas absorbidas por la ciudad de Nagaoka.
- 20 de marzo de 2006

La ciudad de Tsubame se fusionó con las ciudades de Bunsui y Yoshida del distrito de Nishikanbara (disolviéndose con esta fusión) para formar la ciudad de Tsubame.
- 1 de abril de 2008

La ciudad de Murakami se fusionó con las ciudades de Sanpoku y Arakawa y el pueblo de Asahi del distrito de Iwafune (disolviéndose con esta fusión) para formar la ciudad de Murakami.
- 31 de marzo de 2010

La ciudad de Kawaguchi fue absorbida por la ciudad de Nagaoka del distrito de Kitauonuma (disolviéndose con esta fusión).

## Economía

### Agricultura, silvicultura y pesca
La industria más importante en Niigata es la agricultura. El arroz es el principal producto, con Niigata en segundo lugar (después de Hokkaidō) entre todas las prefecturas en relación con la producción total de arroz. El área alrededor de Uonuma es particularmente conocida por su variedad de arroz Koshihikari, el cual es considerado el arroz de la más alta calidad en Japón.
Las industrias relacionadas con el arroz son también muy importantes para la economía local. La prefectura de Niigata es conocida en todo Japón por su calidad en sake, senbei, mochi, y arare. En la producción de sake Niigata ocupa el tercer lugar en Japón, después de las prefecturas de Gunma y Kioto.
La prefectura es famosa por ser la cuna de la original carpa ornamental conocida como koi, y aún se considera que las koi de mejor calidad provienen de las granjas de Niigata.
La producción a gran escala de azaleas y la cosecha de lilis que crecen en Niigata es de las más importantes en Japón. Niigata también goza de cada vez más grandes volúmenes de producción de flores cosechadas y en bulbo: junto con la prefectura de Toyama, Niigata es el mayor productor de tulipanes en el país.

### Minería y manufactura
Niigata es productor de petróleo crudo, el cual raramente se encuentra en las islas japonesas. En consecuencia, hay una considerable producción de calentadores de queroseno (útiles durante los fríos inviernos en Niigata).
Ginsan, en la isla Sado, fue una mina de oro activa hasta su clausura en 1989. La manufactura de metales también prevalece. Después de Osaka, éstas son las dos ciudades que producen la mayoría de las tijeras, cuchillos de mesa y herramientas mecánicas.
Sanjo y Tsubame producen el 9% de todas las vajillas en Japón, lo cual es por mucho lo que cualquier otra área en el país puede producir.
Se alega que Niigata produce la mayoría de los productos textiles en el país. Sin embargo, se ha sugerido que algunos de éstos son en realidad de China.
La central nuclear de Kashiwazaki-Kariwa es la de mayor producción de energía en el mundo, y se encuentra en la pequeña villa de Kariwa.

## Demografía
En 1885 Niigata era la prefectura más poblada, sobrepasando incluso a Tokio y la prefectura de Osaka. Sin embargo, de acuerdo con el censo de 2003, Niigata se encuentra en la decimocuarta posición en cuanto a población se refiere.
Al igual que el resto de Japón, Niigata muestra signos de envejecimiento en su población, específicamente en las áreas más rurales.

## Cultura

### Comida
Niigata es conocida por las siguientes especialidades regionales:
- Arroz uonuma koshihikari: considerado el arroz de mejor calidad en Japón.
- Shoyu (salsa de soja) y yofu (estilo occidental) katsudon.
- Shoyu sekihan.
- Estofado noppe.
- Wappa-han (mariscos y arroz hervidos al vapor en una canasta de bambú).
- Sasa-dango (bolas mochi rellenas con pasta de frijoles rojos, sazonados con mugwort y envueltos con hojas de bambú).
- Po-po-yaki (pan cocinado al vapor endulzado con azúcar morena).
- Hegi-soba (soba de las áreas de Uonuma y Ojiya que utiliza un tipo especial de alga marina).
- Ramen tsubame-sanjo (ramen hecho usando fideos gruesos estilo udon).
- Tochio aburage (aburaage, es llamado también aburage en Tochio).
- Kakinomoto (flor de crisantemo comestible).
- Kanzuri (un sazonado especial de Myōkō hecho a base de pimiento chile expuesto en la nieve, y luego se le añade harina, sal y yuzu).

### Niigata en filmes, literatura y música
- Snow Country: una novela de 1947 escrita por el ganador del premio Nobel Yasunari Kawabata que se desarrolla en Yuzawa.
- Blue: un manga de 1996 y un filme de 2001 sobre chicas de preparatoria que se desarrolla en la ciudad de Niigata.
- Whiteout: una novela (1995) y un filme de acción (2000).
- Kura: un filme y serie de TV (1995) y un libro (1993) de Tomiko Miyao. Un premiado drama familiar que se desarrolla en una fábrica de sake.
- My Mother is a Tractor una biografía (2006) escrita por Nicholas Klar, un antiguo residente de Oumi (ahora Itoigawa).
- Niigata Snow es el título de una canción de Derek Bailey (1980) del álbum Aida.

### Aperturismo e innovación en Niigata
- Joetsu es la cuna del primer viñedo de Japón.
- Nagaoka acogió el primer restaurante estilo drive-through de Japón.
- Shirone, en la ciudad de Niigata, fue el primer lugar donde se sembraron peras occidentales en Japón.
- Joetsu es el lugar donde se inició el Servicio Postal de Japón.
- El esquí sobre nieve se introdujo por primera vez en Japón en la región de Joetsu.

## Turismo
La mayor parte del turismo en Niigata se centra en las populares actividades invernales tales como esquiar o ir a un onsen, especialmente en las áreas alpinas de Myōkō y Yuzawa.
La isla Sado sobre la costa oeste de Niigata es también otro popular sitio turístico. Es de fácil acceso (entre una y dos horas y media) vía ferry desde Naoetsu o la ciudad de Niigata.

## Personas destacadas

### Política y fuerzas armadas
- Hachirō Arita (1885-1964), antiguo ministro de Asuntos Extranjeros de Japón, de la isla Sado.
- Kita Ikki (1883-1937), autor nacionalista e intelectual, originario de la isla Sado.
- Isoroku Yamamoto (1884-1942), antiguo comandante de la Armada Imperial Japonesa, originario de Nagaoka.
- Kakuei Tanaka (1918-1993), antiguo primer ministro, originario de Kashiwazaki.
- Hisashi Owada (nacido en 1933), diplomático y padre de la princesa Masako, originario Shibata.
- Makiko Tanaka (nacido en 1944), primera mujer en el cargo de ministro de Asuntos Extranjeros de Japón, originaria de Kashiwazaki. Actualmente es una política independiente.

### Arte y cultura
- Tsunesaburo Makiguchi (1871-1944), fundador y primer presidente de la Soka Gakkai.
- Ryōkan (1758-1831), monje zen budista y poeta, originario de Izumozaki.
- Inoue Enryo (1858-1919), filósofo budista, originario de Nagaoka.
- Yaichi Aizu (1881-1956), poeta, calígrafo e historiador, de la ciudad de Niigata.
- Hayashi Fubo (1900-1935), novelista originario de la isla Sado.
- Ango Sakaguchi (1906-1955), novelista y ensayista, originario de la ciudad de Niigata.
- Haruo Minami (1923-2001), cantante enka, originario de Nagaoka.
- Kimio Yanagisawa (nacido en 1948), artista manda, de Gosen.
- Yoshifumi Kondo (1950-1998), animador, de Gosen.
- Keiko Yokozawa (nacido en 1952), seiyū, de la ciudad de Niigata.
- Bin Shimada (nacido en 1954), seiyū, de la ciudad de Niigata.
- Kazuyuki Sekiguchi (nacido en 1955), bajista del grupo de rock Southern All Stars, originario de Agano.
- Yukari Nozawa (nacido en 1957), actor y seiyū.
- Rumiko Takahashi (nacida en 1957), artista manga, originaria de la ciudad de Niigata.
- Shuichi Shigeno (nacido en 1958), artista manga, originario de Tokamachi.
- Makoto Kobayashi (n. 1958), artista manga, de la ciudad de Niigata.
- Motoei Shinzawa (n. 1958), artista manga, de Kashiwazaki.
- Ken Watanabe (n. 1959), actor de teatro, televisión y cine, de Niigata.
- Yōko Sōmi (n. 1965), seiyū.
- Kazuya Tsurumaki (n. 1966), animador, de Gosen.
- Akiko Yajima (n. 1967), seiyū, de Kashiwazaki.
- Hiroki Yagami (n. 1967), artista manga, de Kashiwazaki.
- Kazuto Nakazawa (n. 1968), animador.
- Takeshi Obata (n. 1969), artista manga, de la ciudad de Niigata.
- Etsushi Ogawa (n. 1969), artista manga.
- Rumi Kasahara (n. 1970), seiyū, de Itoigawa.
- Nobuhiro Watsuki (n. 1970), artista manga, de Nagaoka.
- Kiriko Nananan (n. 1972), artista manga, de Tsubame.
- Daisuke Hirakawa (n. 1973), seiyū.
- Yoko Ishida (n. 1973), cantante, de la ciudad de Niigata.
- Daisuke Sakaguchi (n. 1973), seiyū, de Kashiwazaki.
- Hitomi Nabatame (n. 1976), seiyū, de la isla Sado.
- Ryo Hirohashi (n. 1977), seiyū, de Nagaoka.
- Ayana Sasagawa (n. 1983), seiyū.
- Makoto Ogawa (n. 1987) y Koharu Kusumi (n. 1992), miembros del grupo juvenil J-pop Morning Musume, originarias de Kashiwazaki y Nagaoka, respectivamente.

### Deportes
- Shohei Baba (1938-1999), luchador profesional, de Sanjo.
- Sawao Kato (n. 1946), ganador de 12 medallas olímpicas en gimnasia.
- Killer Khan (n.1947), luchador profesional, de Tsubame.

## Clubes deportivos profesionales
- Albirex Niigata, club de fútbol de la primera división, J1 League.
- Niigata Albirex BB, equipo de la liga BJ (Basketball Japan).